# فدراسیون معلمان آمریکا
فدراسیون معلمان آمریکا (AFT) دومین سندیکای بزرگ معلمان در آمریکا است (بزرگترین سندیکا انجمن ملی آموزش است ). این اتحادیه در شیکاگو تاسیس شد و مارگارت هیلی به عنوان بنیانگذار و اولین رهبر آن شناخته می شود. 
حدود 60 درصد از اعضای AFT به طور مستقیم در آموزش و پرورش کار می کنند ، باقیمانده اعضای این سندیکا متشکل از متخصصان پیراحرفه ای و کارکنان مربوط به مدرسه هستند. کارمندان محلی ، ایالتی و فدرال ؛ هیئت علمی و کارکنان آموزش عالی ، و پرستاران و سایر متخصصان مراقبت سلامت . AFT از زمان تاسیس خود به فدراسیون های سندیکایی وابسته بوده است: تا سال 1955 به فدراسیون کار آمریکا و اکنون به AFL – CIO .